# نقاره خانه تنگاب
نقاره خانه تنگاب مربوط به دوره ساسانیان است و در شهرستان فیروزآباد، بخش مرکزی، دهستان احمدآباد، روستای آتشکده، کیلومتری ۶ جاده فیروزآباد واقع شده و این اثر در تاریخ ۲۸ شهریور ۱۳۸۶ با شمارهٔ ثبت ۱۹۷۱۱ به‌عنوان یکی از آثار ملی ایران به ثبت رسیده است.